# Erwin Casmir
Erwin Casmir, född 2 december 1895 i Berlin, död 19 april 1982 i Frankfurt am Main, var en tysk fäktare.
Casmir blev olympisk silvermedaljör i florett vid sommarspelen 1928 i Amsterdam.